# Titta vem som snackar nu!
Titta vem som snackar nu! (engelska: Look Who's Talking Now) är en amerikansk komedifilm från 1993 i regi av Tom Ropelewski. I huvudrollerna ses John Travolta och Kirstie Alley, i övriga roller märks Lysette Anthony och Olympia Dukakis. George Segal och Charles Barkley medverkar också i cameoroller. Filmen är en uppföljare till Titta han snackar! (1989) och Titta hon snackar också! (1990).
Familjen utökas ytterligare, nu med två hundar, Rocks och Daphne. Dessa "pratar" också, deras röster görs av Danny DeVito och Diane Keaton.

## Rollista i urval
- John Travolta - James Ubriacco
- Kirstie Alley - Mollie Ubriacco
- David Gallagher - Mikey Ubriacco
- Tabitha Lupien - Julie Ubriacco
- Lysette Anthony - Samantha D'Bonne
- George Segal - Albert
- Olympia Dukakis - Rosie
- Charles Barkley - sig själv

Röster
- Danny DeVito - Rocks
- Diane Keaton - Daphne

## Musik i filmen i urval
- "Hound Dog", skriven av Jerry Leiber & Mike Stoller, framförd av Elvis Presley
- "Santa Claus Is Comin' To Town", skriven av J. Fred Coots & Haven Gillespie
- "The Chipmunk Song", skriven av Ross Bagdasarian, framförd av The Chipmunks
- "Please Come Home For Christmas", skriven av Charles Brown & Gene Redd, framförd av Jonell Mosser
- "Little Drummer Boy", skriven av Harry Simeone, Katherine K. Davis & Henry Onorati, framförd av Hoodoo Gurus
- "Have A Little Faith In Me", skriven och framförd av John Hiatt
- "It's Christmas, C'est Noel", skriven av Claude Lemoine & Alain Salvati, framförd av Jordy
- "Sleigh Ride", skriven av Mitchell Parish & Leroy Anderson, framförd av PHD